# Episodi di SOKO - Misteri tra le montagne (quinta stagione)
La quinta stagione della serie televisiva SOKO - Misteri tra le montagne è stata trasmessa in anteprima in Austria da ORF 1 tra il 6 dicembre 2005 e l'11 aprile 2006.
| nº | Titolo originale          | Titolo italiano | Prima TV Austria | Prima TV Italia |
| -- | ------------------------- | --------------- | ---------------- | --------------- |
| 1  | Feindliche Übernahme      |                 | 6 dicembre 2005  |                 |
| 2  | Tödliches Schweigen       |                 | 13 dicembre 2005 |                 |
| 3  | Die letzte Fahrt          |                 | 20 dicembre 2005 |                 |
| 4  | Magischer Mord            |                 | 3 gennaio 2006   |                 |
| 5  | Der Lodenkönig            |                 | 10 gennaio 2006  |                 |
| 6  | Blumen für die Diva       |                 | 17 gennaio 2006  |                 |
| 7  | Klinisch getestet         |                 | 31 gennaio 2006  |                 |
| 8  | Mörderische Schnitzeljagd |                 | 7 febbraio 2006  |                 |
| 9  | Nachrichten vom Tod       |                 | 7 marzo 2006     |                 |
| 10 | Mord aus der Luft         |                 | 14 marzo 2006    |                 |
| 11 | Schmuckstücke             |                 | 21 marzo 2006    |                 |
| 12 | Die Karibik-Connection    |                 | 31 marzo 2006    |                 |
| 13 | Das andere Gesicht        |                 | 4 aprile 2006    |                 |
| 14 | Tödliche Trugbilder       |                 | 11 aprile 2006   |                 |